# Транспортно-пусковий контейнер

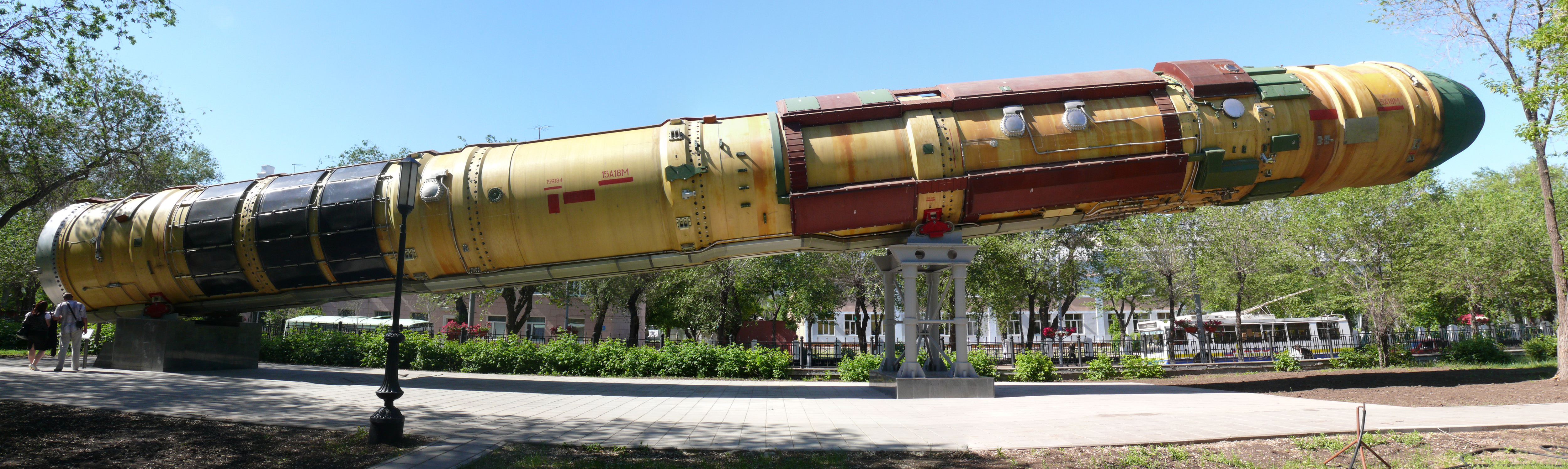
Ракета 15А18М у ТПК 15Я184, встановлена як пам'ятник у парку ім. Фрунзе Оренбург. ТПК виконаний із композитного матеріалу з металевими елементами. Зовні видно трубопроводи та кабельні стволи, коричневі короби з приладами наземної системи керування, чорні пластини у хвостовій частині – теплообмінники системи терморегулювання.

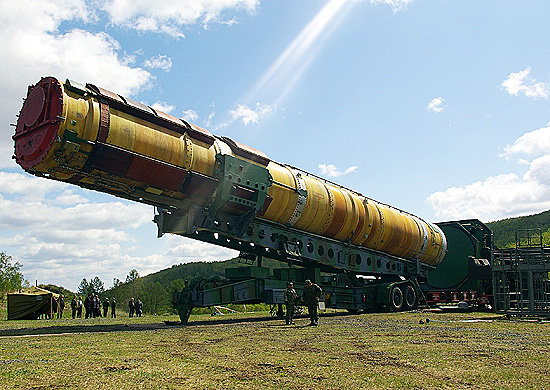
Установка ТПК з ракетою 15А18 у ШПУ

Транспортно-пусковий контейнер (ТПК) – елемент бойових ракетних комплексів різного призначення. Є контейнером, герметично закритим жорсткими кришками або напівжорсткими діафрагмами, в якому ракета знаходиться з моменту випуску на заводі і до самого старту. Виготовляється із металу або композитних матеріалів.
ТПК оберігає ракету від впливу зовнішнього середовища, спрощує транспортування та обслуговування ракети, знижує ймовірність попадання парів компонентів ракетного палива в атмосферу . Застосування ТПК дозволило знизити масу ракети, підвищити її надійність і боєздатність, спростити операції з транспортування ракети, її встановлення в пускову установку та підготовці до старту.
Всі пневмогідравлічні та електричні магістралі, що зв'язують ракету із наземним обладнанням, проведені через контейнер. Їхні роз'єми виведені на його верхній торець або бічну стінку. На зовнішній стороні стін ТПК може розміщуватися частина наземної апаратури. Транспортування ракети будь-яким видом транспорту також відбувається у контейнері, разом із контейнером ракета встановлюється у шахтну або мобільну ПУ.
У ряді випадків ТПК використовується як компонент системи мінометного старту .

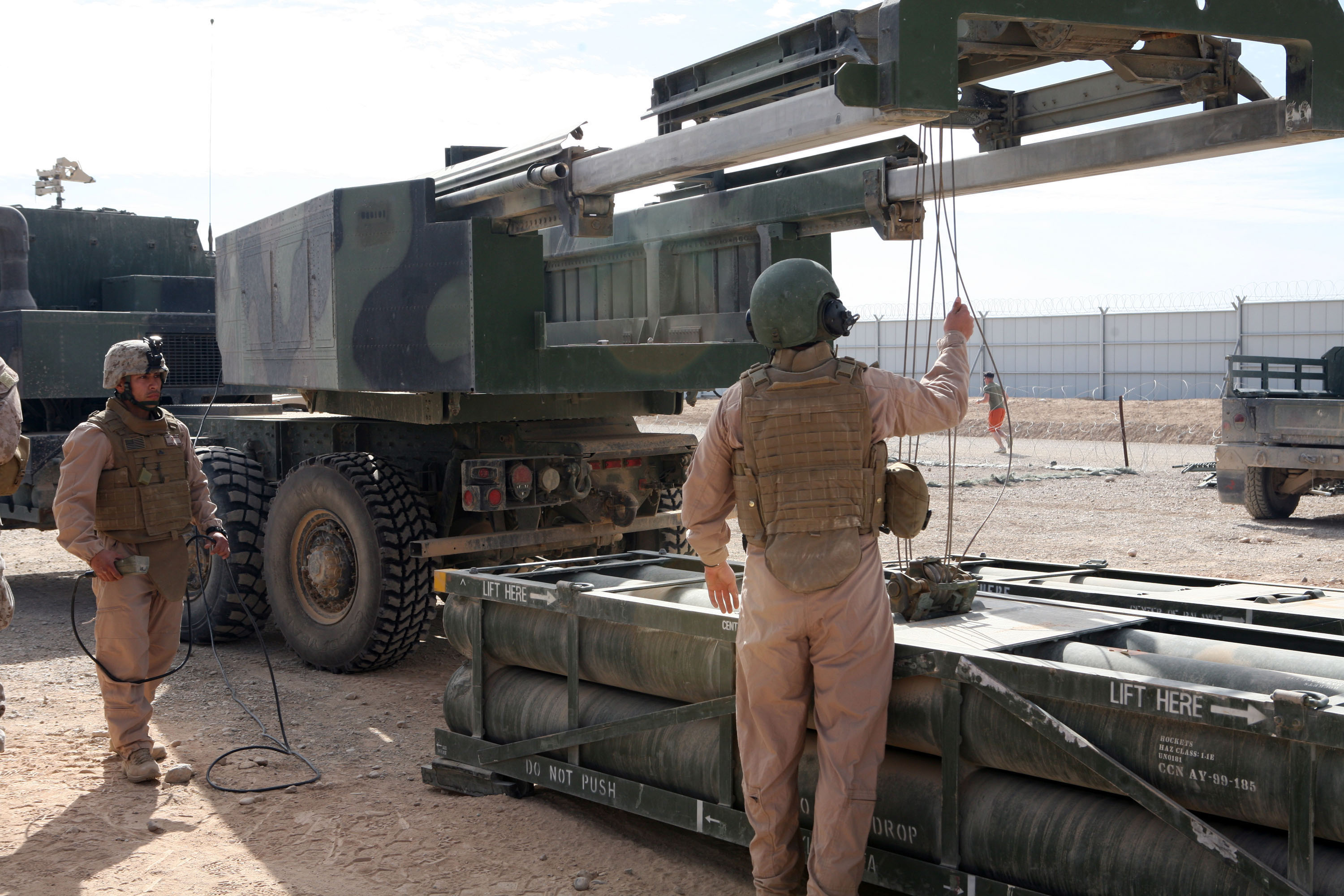
Установка транспортно-пускового контейнера на РСЗВ HIMARS

Вперше ідея використовувати спеціальний контейнер для транспортування, підготовки та пуску балістичних ракет А4 була запропонована під час Другої світової війни у нацистській Німеччині у 1943 році для обстрілу прибережних міст США.  Так як ракета перед запуском мала бути встановлена вертикально, розташувати її всередині існуючих німецьких човнів було неможливо, тому для доставки ракети передбачалося використовувати підводні човни типу XXI, які повинні були в підводному положенні буксирувати до трьох контейнерів, всередині яких розташовувалися ракети, паливо та окислювач . Перед запуском після спливання контейнер повинен був вирівнюватися вертикально за рахунок заповнення кормових баластових цистерн, ракета заправлялася і здійснювався пуск. Проект отримав розвиток і три подібні контейнери були замовлені в 1944 році, але тільки один зібраний до кінця війни; вся система жодного разу не була випробувана. 
Вперше ТПК застосовано в бойових ракетних комплексах УР-100.